# Kéksapkás gyümölcsgalamb
A kéksapkás gyümölcsgalamb (Ptilinopus monacha) a madarak osztályának galambalakúak (Columbiformes) rendjébe és a galambfélék (Columbidae) családjába tartozó faj.
A magyar név forrással nem megerősített, lehet, hogy az angol név tükörfordítása (Blue-capped Fruit-dove).

## Előfordulása
Indonézia területén honos.